# كيم سونغ-نام
كيم سونغ-نام (هانغل: 김성남) هو لاعب كرة قدم كوري جنوبي في مركز الوسط، ولد في 19 يوليو 1954 في كوريا الجنوبية. شارك مع منتخب كوريا الجنوبية لكرة القدم. أما مع النوادي، فقد لعب مع جيجو يونايتد ونادي بوسان أي بارك.

## وصلات خارجية
- كيم سونغ-نام على موقع دوري كوريا الجنوبية (الإنجليزية)
- كيم سونغ-نام على موقع قاعدة بيانات كرة القدم.إي يو (الإنجليزية)
- كيم سونغ-نام على موقع ناشيونال فوتبول تيمز (الإنجليزية)